# لاکهید پی-۷
لاکهید پی-۷ (به انگلیسی: Lockheed P-7) یک هواگرد ساختِ کارخانهٔ لاکهید کورپوریشن در کشور ایالات متحده آمریکا است .